# Шапошниковка
Шапошнико́вка — населённый пункт сельского типа (слобода) в Ольховатском районе Воронежской области России.
Административный центр Шапошниковского сельского поселения.
Население — 1 736 жителей (2007).

## География
Расположена на пересечении реки Чёрная Калитва (приток Дона) и автомобильной дороги Р-185 (в 5 км от пгт Ольховатка и в 15 км от г. Россошь).

## История
Основана в качестве хутора украинца Андрея Шапошника с семьёй около 1750 года. Позднее по соседству с Шапошником поселилось ещё несколько украинских селений, в том числе из слободы Репьёвки Коротоякского уезда. Среди переселенцев был некто по фамилии Шарко (от этой фамилии произошло второе название села — Шарковка, укр. Шарківка).
В начале XX века в Шапошниковке произошёл ряд выступлений местных крестьян против помещиков: так в 1902 году они пытались захватить помещичью землю, а в 1905 году крестьяне выкопали 3 десятины свёклы у помещицы Овсянниковой, а потом разгромили её имение — в результате для восстановления порядка в Шапошниковку были направлены войска, которые применили оружие и ранили 6 крестьян.

## Экономика
- ООО «Агротехгарант»
- ООО «Шапошниковка-Молоко»

## Население
| Население | Население | Население | Население | Население | Население |
| 1859      | 1900      | 1926      | 2007      | 2010      | 2021      |
| --------- | --------- | --------- | --------- | --------- | --------- |
| 2988      | ↗3157     | ↗3294     | ↘1736     | ↗1744     | ↘1458     |

### Этно-национальный состав населения
Согласно Всероссийской переписи населения России 2020—2021 годов, из 1458 жителей Шапошниковки 1438 указали свою национальную принадлежность. Ответы распределились следующим образом: русские — 1326 человек, украинцы — 91, литовцы — 4, армяне, белорусы и татары — по 3, поляки — 2, кумыки — 1. Согласно лингвистическим исследованиям, в Шапошниковке распространён особый диалект украинского языка, граничащий с русскими диалектами. При этом, согласно Всероссийской переписи населения России 2020—2021 годов, лишь 8 человек указали владение украинским языком, из них лишь 3 указали его как родной; 1457 указали владение русским языком (из них 1452 указали его родным языком), 45 — английским, 14 — немецким, 2 — французским, по 1 — белорусским, дагестанским, итальянским, русским жестовым и узбекским.

## Инфраструктура

### Улично-дорожная сеть
В Шапошниковке 10 улиц: Воронежская, Гагарина, Корчагина, Мира, Ново-Садовая, Первомайская, Пролетарская, Садовая, Шевченко и Школьная.

### Культура
- Дом культуры

### Образование
- Средняя школа, детский сад

### Почта
- Почтовое отделение

### Медицина
- Амбулатория

## Религия

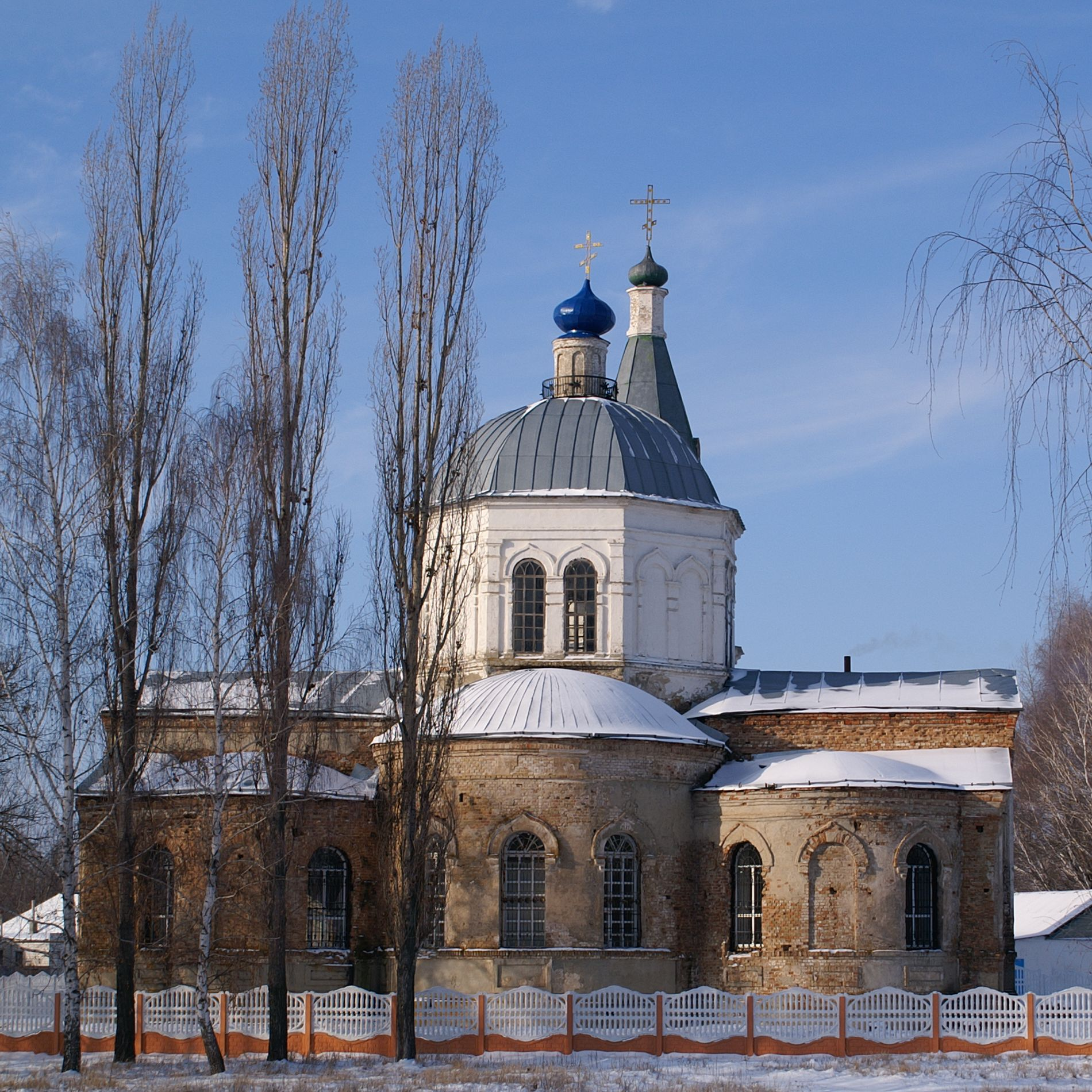
Церковь Покрова Пресвятой Богородицы в Шапошниковке

- Церковь Покрова Пресвятой Богородицы (1855)